# کوه نیر
کوه نیر (به زبان لری _ کُه نیر)، با ارتفاع ۳۴۵۰ متر از سطح دریاهای آزاد، یکی از کوه‌های ایران واقع در رشته‌کوه زاگرس جنوبی است که در استان کهگلیویه و بویراحمد قرار دارد. کوه نیر در فاصله ۳۵ کیلومتری از شهر دهدشت (تا دامنه کوه نیر از روستای پشت چندار) واقع شده و دومین کوه بلند کهگلیویه و بویراحمد بعد از رشته کوه دنا می‌باشد.
کوه نیر بین دو شهرستان چرام و بویراحمد واقع شده‌است اما به جهت قرار گرفتن قسمت اعظم این کوه در شهرستان چرام جزو سرحدات این شهرستان محسوب می‌شود. کوه نیر مانند اکثر کوه‌های زاگرس دارای کشیدگی شمال به جنوب است و از ضلع شرقی به مناطق جخونه سادات، و از ضلع غربی به روستای شیخ هابیل، از شمال به لوداب، و از جنوب به بخش سرفاریاب (روستاهای پاده، پشت چندار و پشته زیلایی) منتهی می‌شود.کوه نور یانیر هرساله شاهده بارش برف می‌باشد واز جاذبه های طبیعی و گردشگری استان وشهرسرفاریاب میباشد این کوه دارایه زیست بوم و حیواناتی مانند ببر خرس گرگ روباه جوجه تیغی خرگوش و....می‌باشد